# Francesco Guarraci
Francesco „Frank“ Guarraci (* 1955 in Ribera, Sizilien; † 14. April 2016 in Elizabeth, New Jersey) war ein sizilianisch-amerikanischer Mobster der US-amerikanischen Cosa Nostra und Mitglied der DeCavalcante-Familie, die mit ihrem Hauptsitz aus Elizabeth agiert.

## Karriere
Francesco Guarraci wurde im Jahr 1955 in Ribera geboren. 1967 emigrierte er in die Vereinigten Staaten und im Jahr 1989 wurde er laut den Aussagen des Pentitos Vincent Palermo, während einer Zeremonie von Giovanni Riggi – dem Boss der DeCavalcante-Familie – in die Cosa Nostra aufgenommen und offiziell zum Made Man gemacht. Er war ein regelmäßiger Besucher im Ribera Social Club in Elizabeth und leitete auch die meisten seiner Geschäfte von dort aus. Ab dem Jahr 1989 wurde der beliebte Mafiosi-Treff von ihm geleitet. Im Jahr 2010 soll er versucht haben, die Lenny's Brick Oven Pizzeria in Washington Township von New Jersey zu übernehmen.
Der amtierende Underboss Joseph Miranda übernahm ab dem Jahr 2005 zugleich die Position des amtierenden Bosses und beförderte Guarraci zwischen 2005 und 2006 zum Caporegime (Captain). Ende des Jahres 2006, Anfang 2007 trat Miranda von seinem Amt als Acting Boss zurück und überließ Guarraci die Position des amtierenden Bosses.
Miranda diente der Familie weiterhin als Underboss.
Francesco Guarraci verstarb am 14. April 2016 im Alter von 61 Jahren an Krebs.